# Gustaf Regnér
Den här sidan handlar om författaren. För veterinären, se Gustaf Regnér (veterinär).
Gustaf Regnér, född den 11 oktober 1748 i Fivelstads socken i Östergötland, död den 22 mars 1819 i Stockholm, var en svensk litteraturkritiker, författare, översättare och publicist.

## Biografi
Gustaf Regnér var son till komministern i Fivelstad Gustaf Regnér (1697–1748) och Ebba Catharina Kylander (1727–1799) samt sonson till kyrkoherden i Regna Laurentius Regnerus och Elisabeth Andersdotter Hagman. Gustaf Regnér var vidare bror till Lars Regnér. Han gifte sig 1779 med Maria Elisabet Waenerberg (1744–1819) och fick sonen Adolf.
Regnér inskrevs som student vid Uppsala universitet 1767, där han var medlem av det vittra samfundet Apollini Sacra. År 1774 blev han e.o. kanslist i Kanslikollegium och i dess utrikesexpedition avancerade han 1809 till expeditionssekreterare. Han var från 1784 och fram till sin död redaktör av Ordinari Post Tijdender.
Han blev 1776 ledamot av Vetenskaps- och vitterhetssamhället i Göteborg och sedan 1805 av Vitterhetsakademien. Regnér författade en del poem, som prisbelönades i Vitterhetsakademien och Svenska akademien, bland annat stora priset 1788 för en heroid Gustaf Vasa till Hemming Gadd och 1802 för en vältalighetsskrift över ålderdomen. 
Hans egentliga betydelse ligger dock på andra områden: kritikens och de metriska översättningarnas. Han var väl förtrogen med antik och modern litteratur, även den tyska, och han ville frigöra den svenska skaldekonsten ur de konventionella franska banden. Han försvarade dock Gyllenborgs Tåget öfver Bält mot Leopolds kritiska anmärkningar.
1780 utgav han en möjligen redan 1777 tillkommen avhandling Tankar om svenska teatern, där han uttalade sig med en viss skärpa om den samtida svenska dramatiken (Adlerbeths "Iphigenie" och Paijkulls "Domald") och förordade alexandrinens utbyte mot en i viss mån antikfärgad blankvers och hans åsikt var att den tyska vitterheten då höll på att segra över den franska.
Under åren 1784–1786 utgav han Svenska Parnassen, en tidskrift som publicerade en hel del av de gustavianska skaldernas alster och även artigt refererade dem i enlighet med "beskedligheten" i hans föresats att mera uppehålla sig vid det vackra än vid felen.
Han var nog innerst en motståndare till klassicismen och en anhängare av den sentimentalt naturälskande riktningen, fastän inte någon energisk oppositionsman. Han sympatiserade med Thorilds strid för orimmad vers och han fäste uppmärksamheten vid den äldre svenska poesin, bland andra Stiernhielm. 
År 1801 utgav han Försök till metriska öfversättningar från forntidens skalder, som omfattar stycken av Homeros, Sappho, Anakreon, Theokritos och romerska skalder i originalets versmått. De ledsagades av en rätt märklig inledande Afhandling om metriska öfversättningar samt grunderna till en svensk metrik. Där redogör han för skilda grundsatser vid översättningar och gör gällande att urskriftens nationella karaktär ska märkas och vill alltså bibehålla den ursprungliga metern, men att accenterna i svenskan bör ersätta kvantiteten. Även om översättningarna föll i glömska, överträffade av Adlerbeths, så var Regnérs uppslag av stor betydelse och han fick för dem Lundbladska priset av Svenska akademien 1802. Han fortsatte med nya tolkningar från Horatius och Vergilius som infördes i Vitterhetsakademiens handlingar. Han återutgav översättningarna i delvis omarbetat skick i Vitterhetsnöjen (2 delar, 1814, 1817).
Regnér var även verksam som läroboksförfattare genom sina allmänt och under många år använda Första begrepp af de nödigaste vetenskaperna (1780; 10:e upplagan bearbetad av P.O. Bäckström 1839), de så kallade "Regnérs begrepp".